# Vittorio Erspamer

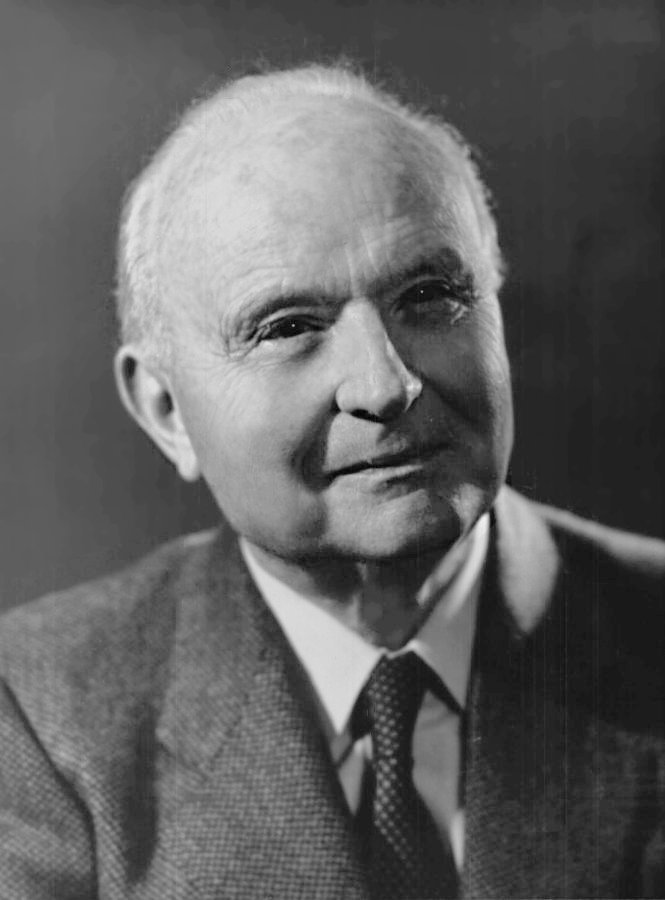
Vittorio Erspamer

Vittorio Erspamer (* 30. Juli 1909 in Malosco, Österreich-Ungarn; † 25. Oktober 1999 in Rom) war ein italienischer Pharmakologe. Er war als Professor an den Universitäten von Pavia, Bari, Parma und Rom tätig. Seine größte wissenschaftliche Leistung war die Entdeckung des Gewebshormons und Neurotransmitters Serotonin. Darüber hinaus hat er zur Entdeckung weiterer Neurotransmitter, wie den Tachykininen, dem Bombesin und dem Deltorphin, beigetragen.

## Werdegang
Vittorio Erspamer besuchte das Collegio Vescovile des Erzbistums Trient und studierte am Collegio Ghislieri in Pavia. Bereits als Student veröffentlichte er seine ersten Arbeiten über die Histochemie an enterochromaffinen Zellen. 1935 schloss er sein Studium der Medizin und Chirurgie mit der Arbeit „Il sistema delle cellule enterocromaffini nei vertebrati“ ab. Im Anschluss an seine Promotion folgte 1936–1939 ein Aufenthalt an der Friedrich-Wilhelms-Universität Berlin. In dieser Zeit beschrieb er erstmals eine Substanz aus den enterochromaffinen Zellen, die er Enteramin nannte. Diese Substanz sollte sich später als identisch mit Serotonin herausstellen. 1939 kehrte er nach Pavia zurück. 1947 übernahm er die Leitung des Instituts für Pharmakologie der medizinischen Fakultät von Bari. 1954 wurde Erspamer mit einem Antonio-Feltrinelli-Preis ausgezeichnet. 1955 nahm er eine Professur an der Universität Parma an und 1967 wechselte er an die Sapienza-Universität von Rom, wo er das Institut für Pharmakologie leitete. Hier konnte seine Arbeitsgruppe mit Hilfe von Untersuchungen an Amphibien und Weichtieren zahlreiche neue Peptid-Neurotransmitter, darunter Cerulein, die Tachykinine, Sauvagin, Bombesin, Dermorphin und Deltorphin, isolieren und identifizieren. Auch nach seiner Emeritierung im Jahr 1984 setzte er seine Forschungstätigkeit auf dem Gebiet der Neurotransmitter fort. 1990 wurde er in die National Academy of Sciences, 1992 in die American Academy of Arts and Sciences und 1993 in die Academia Europaea gewählt.